# Loppia
Loppia è un'antica frazione di Bellagio, nota sin dal tempo dei celti insubri per la naturale insenatura esistente che protegge dai fortunali le imbarcazioni.

## Storia
Nel 59 a.C. Cesare ritenne il Lario un crocevia di importanza strategica per l'Italia e quindi decise di rifondare la gallica Comum oppidum in Nova Comum e di dare importanza alla via principale che si estendeva verso nord, il Lario. Volle, per precauzione essendo il Lario un territorio non del tutto sotto il controllo romano, edificare due Castra speculari fra loro, esattamente a Lemnos (odierna Lenno) e a Bilacus (odierna Bellagio). Questi due insediamenti nati per scopi militari videro il passaggio di truppe sino al primo periodo imperiale, divenendo in un secondo tempo due nuclei abitativi, civili, nel quale i coloni greci e latini, insediati da Cesare al termine delle sue campagne militari in Gallia, proliferarono sino al tardo impero.
La famiglia dei Plinii, originaria di Nova Comum, era solita soffermarsi per lunghi periodi dell'anno sulle sponde del Lario, soprattutto Plinio il Giovane che a Bellagio possedeva una splendida Villa denominata Tragoedia.
Nel Medioevo la frazione viene inserita ufficialmente nel comune di Bellagio e da allora ne fa parte.
Nel XIX secolo il Duca Francesco Melzi D'Eril decise di far edificare sui suoi possedimenti la maestosa dimora in stile neoclassico conosciuto oggi come Villa Melzi d'Eril, l'architetto Giocondo Albertolli volle creare una dimora storica per il suo illustre committente che richiamasse il fasto di un tempo, ma nel contempo l'eleganza e la sobrietà dello stile Neoclassico.